# Modelo Singapur

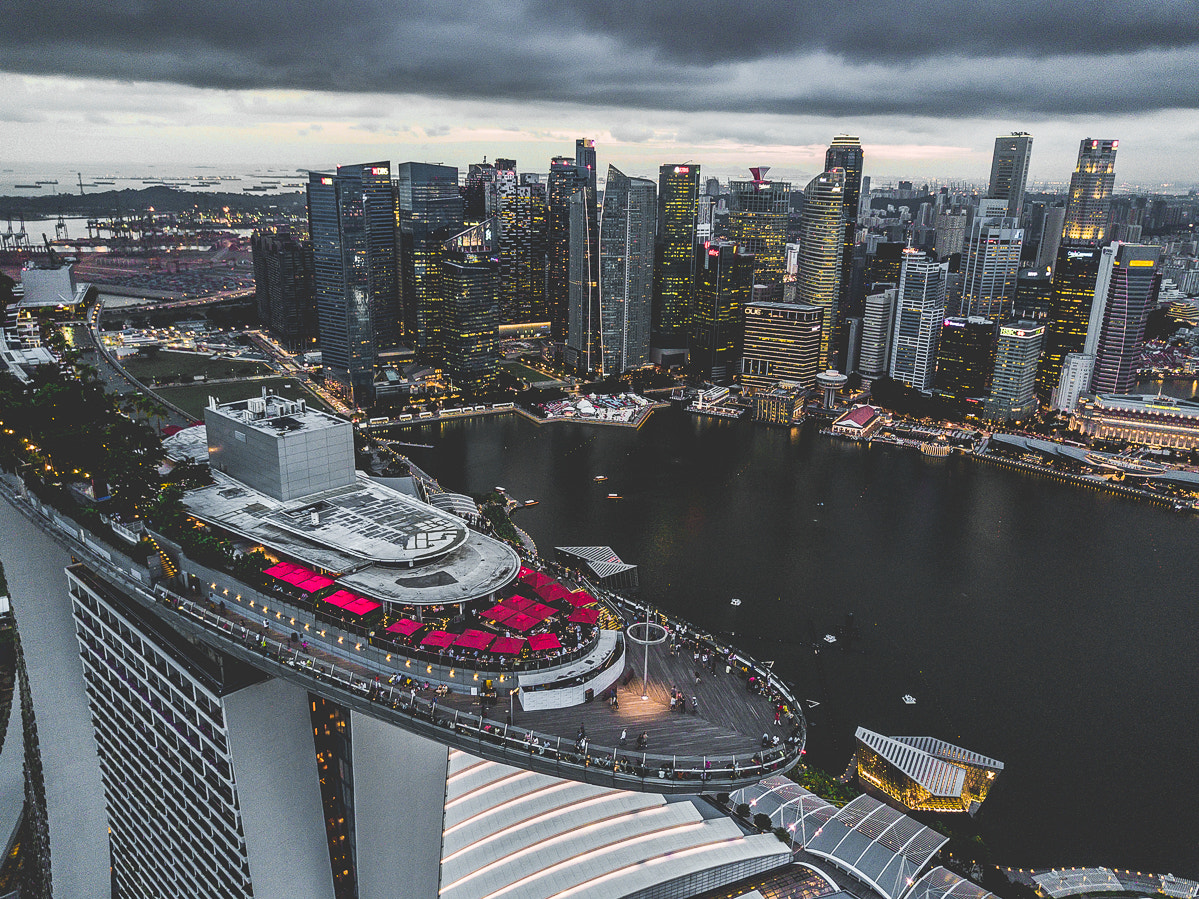
Horizonte del distrito del centro de Singapur

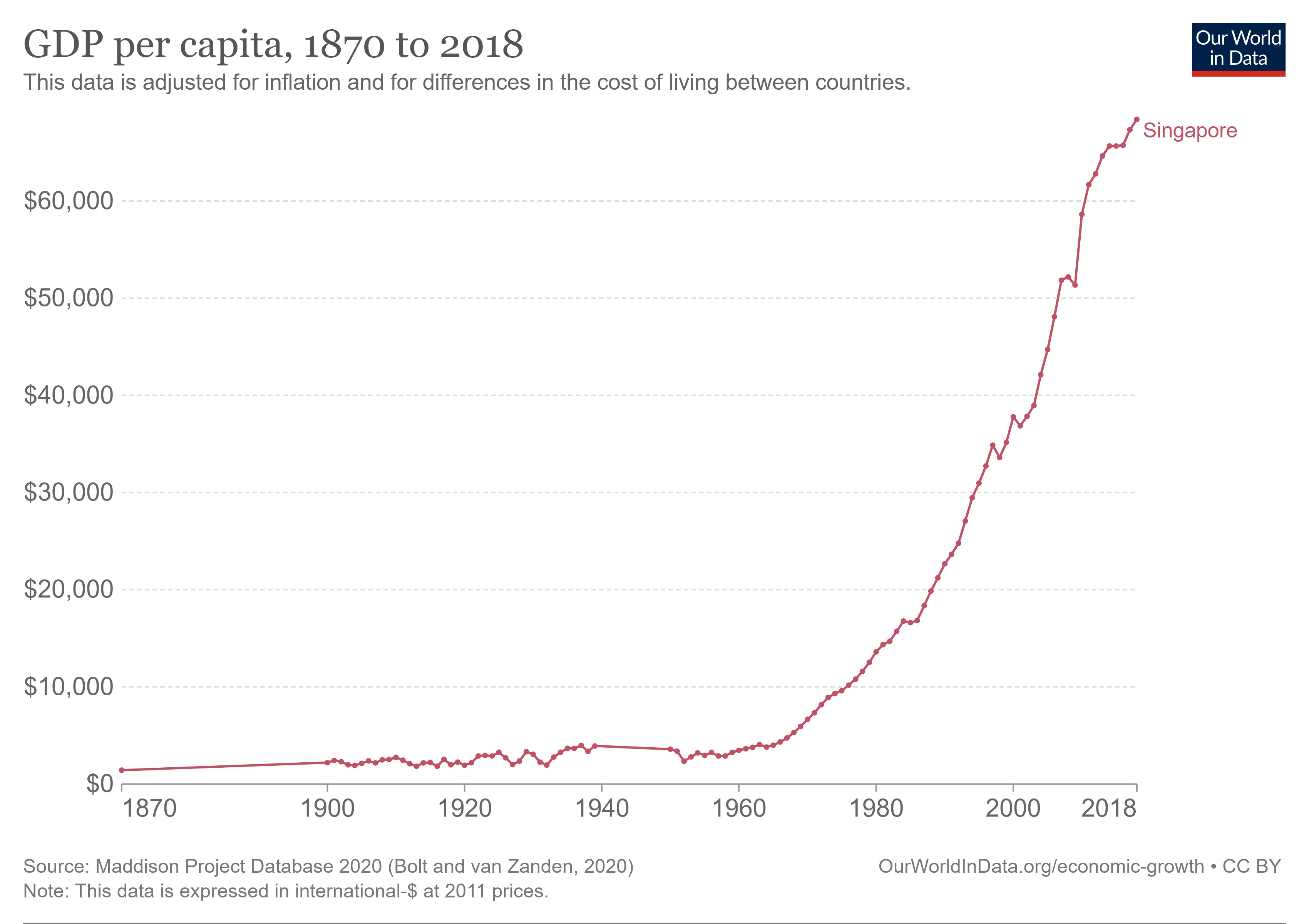
Evolución del PIB real per cápita de Singapur.

El modelo Singapur, o el modelo económico de Singapur, se refiere a diversas políticas económicas y sociales promulgadas por el gobierno de Singapur después de su independencia en 1965, que condujo a un período de rápida industrialización y crecimiento económico, durante el cual Singapur pasó de ser un país en desarrollo a un país desarrollado con una economía de altos ingresos en solo unas pocas décadas.
El rápido desarrollo de la economía de Singapur fue acompañado por su reconocimiento de neutralidad por el cambio del siglo XXI, como ser la sede de la Cooperación Económica Asia-Pacífico (APEC), albergando eventos de alto perfil como la Reunión Ma-Xi, la Cumbre de Singapur de 2018 entre Corea del Norte y Estados Unidos y el Foro Económico Mundial (WEF), así como el ascenso de conglomerados multinacionales respaldados por sus fondos soberanos, como Creative, Grab, Lazada, Shopee, Razer Inc. y Secretlab.
En la actualidad, el producto interno bruto (PIB) per cápita de Singapur se encuentra entre los más altos del mundo. Además, el país también ocupa un lugar destacado en las clasificaciones relacionadas con la calidad de vida, en particular la educación, la vivienda, el capital humano, la atención médica, la esperanza de vida, la seguridad y la transparencia. En el compuesto estadístico del Índice de Desarrollo Humano (IDH) más reciente, Singapur se ubicó como el país soberano mejor clasificado de Asia y sigue estando en una posición alta en el IDH ajustado por desigualdad. También es uno de los países más pacíficos del mundo y el más pacífico de Asia en el Índice de Paz Global.

## Descripción general
Durante la mayor parte de su historia contemporánea (después de 1819) antes de su independencia, Singapur fue una colonia de la corona y un centro comercial durante más de un siglo. Después de la Segunda Guerra Mundial en el Frente del Pacífico, el Imperio Británico se desintegró y perdió gradualmente su condición de superpotencia, y Singapur ganó una autonomía considerable en la década de 1950, ganando autogobierno en 1959 antes de unirse a la Federación de Malasia en 1963. Sin embargo, este arreglo fue de corta duración. En medio de las crecientes tensiones entre el gobierno central liderado por la Organización Nacional de los Malayos Unidos (UMNO) y el gobierno estatal de Singapur, el Partido de Acción Popular (PAP), Malasia finalmente expulsó a Singapur en 1965, convirtiéndose en un país soberano.
La situación a la que se enfrentó Singapur en el momento de la independencia era incierta, y se manifestaba principalmente en una base económica atrasada, un mercado interno limitado, la falta de educación universal, una alta tasa de desempleo, conflictos étnicos, falta de seguridad social y de vivienda, así como amenazas extranjeras, como una invasión de países vecinos.

## Medidas y políticas
El fundador y primer primer ministro del país, Lee Kuan Yew, se desempeñó durante 31 años hasta 1990, después de lo cual fue nombrado ministro principal y, en última instancia, en ministro mentor del gobierno de Singapur hasta su renuncia en 2011. La influencia de Lee sobre la identidad nacional de Singapur y el enfoque del público en la política fue considerable. Bajo Lee, Singapur se hizo conocido como un tigre asiático, junto con Hong Kong, Corea del Sur y Taiwán (ROC).
Sin embargo, a diferencia de otras economías asiáticas en crecimiento, incluido Japón, Singapur, aunque retuvo el control estatal del desarrollo económico central, no empleó políticas proteccionistas para ayudar a nutrir a sus propios gigantes industriales nacionales. Más bien, Singapur siguió un modelo de desarrollo económico que priorizaba el cortejo de la inversión extranjera directa, en particular de las corporaciones multinacionales. Sin embargo, todavía apoyaba el apuntalamiento de importantes industrias manufactureras locales, especialmente en hardware de computadoras y semiconductores, incluidas empresas como Creative Technology, Systems on Silicon Manufacturing, Chartered Semiconductor Manufacturing y UTAC Group.

### Primeros años (1959-1973)
La Junta de Desarrollo Económico se estableció en 1961 para formular y aplicar estrategias económicas nacionales, centrándose en la promoción del sector manufacturero de Singapur. Se establecieron polígonos industriales, especialmente en el distrito de Jurong, y se atrajo la inversión extranjera al país con incentivos fiscales. La industrialización transformó el sector manufacturero en uno que producía bienes de mayor valor agregado y lograba mayores ingresos. La industria de servicios también creció en este momento, impulsada por la demanda de servicios de los barcos que hacen escala en el puerto y el aumento del comercio. Este progreso ayudó a aliviar la crisis del desempleo. Singapur también atrajo a grandes compañías petroleras como Shell y Esso para establecer refinerías de petróleo en Singapur que, a mediados de la década de 1970, se convirtió en el tercer centro de refinación de petróleo más grande del mundo. El gobierno invirtió mucho en un sistema educativo que adoptó el inglés como idioma de instrucción y enfatizó la capacitación práctica para desarrollar una fuerza laboral competente y adecuada para la industria.
Además, Singapur utilizó su ventajosa ubicación geográfica para aumentar su atractivo para el capital extranjero mediante subvenciones, centrándose en el desarrollo del comercio de exportación y las industrias intensivas en mano de obra. El continuo crecimiento de la inversión extranjera directa ha promovido el desarrollo económico y creado más oportunidades de empleo para los singapurenses. La vigorosa construcción de pisos de viviendas públicas en todo el país por parte de la Housing and Development Board (HDB) no solo ha logrado la "propiedad de la vivienda", ahora entre las más altas del mundo, sino que también ha estimulado fuertemente el mercado de consumo interno. Como los singapurenses vivían y trabajaban en paz y contentos, ayudó a expandir la acumulación de capital estatal y, junto con el Fondo Central de Previsión (CPF), ha formado un círculo virtuoso único de desarrollo económico.

### Crecimiento rápido (1974-1985)
A medida que avanzaba la década de 1970, la situación económica de la región y del mundo estaba cambiando. Aunque las políticas se ajustaron más tarde, el modelo básico, sin embargo, no cambió significativamente y se mantuvo resistente, aunque se mejoró gradualmente sobre la base original. Entre 1974 y 1985, la economía siguió mejorando y había entrado en una vía de rápido desarrollo, y Singapur comenzó a desarrollar la fabricación de procesos sobre la base de las reexportaciones comerciales que dominaban la economía. El aeropuerto de Singapur Changi se inauguró en 1981 y Singapore Airlines se desarrolló para convertirse en una aerolínea importante, y se preveía que la aviación sería una industria importante para la ciudad-estado.
Además, el puerto de Singapur se convirtió en uno de los puertos más activos del mundo y las industrias de servicios y turismo también crecieron enormemente durante este período. Sin embargo, apareció el problema de la escasez de recursos laborales nacionales debido a su escasa población, y el crecimiento económico había dependido en gran medida de la mano de obra. El gobierno en ese momento decidió adoptar una ley de inmigración para resolver el problema de la escasez de mano de obra y, por otro lado, restringió la tasa de crecimiento de los costos laborales locales al aumentar la tasa de cotización del CPF para los empleadores.

### Desarrollo de industrias de servicios (1986-1997)
Durante las dos últimas décadas del siglo XX, en respuesta a problemas como el sobrecalentamiento de la inversión inmobiliaria y el aumento excesivo de los costos laborales, Singapur desarrolló vigorosamente la industria de servicios y consideró a la industria de servicios como el "segundo motor" para promover el desarrollo económico. especialmente el rápido desarrollo de la industria de servicios financieros y de información.
La crisis financiera asiática de 1997 provocó cambios tremendos en la situación internacional. Aunque Singapur se vio significativamente menos afectado, el modelo de desarrollo original expuso desafíos potenciales y, en última instancia, las políticas económicas de Singapur se ajustaron para enfocarse principalmente sobre el uso de sistemas económicos maduros para desarrollar activamente industrias económicas basadas en el conocimiento y fomentar el espíritu empresarial de innovación nacional, que el gobierno se esfuerza por crear un buen entorno, así como en otros aspectos. En la actualidad, Singapur se ha convertido en un centro financiero, tecnológico y de información regional y mundial desarrollado, que incluye aspectos de automatización y tecnología financiera, lo que le otorga la capacidad de absorber e irradiar finanzas y comercio de manera eficiente.

## Legado
En general, el modelo Singapur se ha considerado una historia de éxito y se ha ganado el elogio universal del mundo por su alto nivel de desarrollo económico y su gobierno limpio y eficiente. También se ha implementado como modelo económico para otros países en desarrollo, especialmente en países de África como Ghana y Ruanda, así como en Montenegro y El Salvador Sin embargo, los líderes de Singapur, especialmente Lee, a menudo mencionan la práctica de los valores asiáticos y el confucianismo como vitales para el éxito económico y político, y es controvertido en cuanto a cuán influyentes han sido esos valores y prácticas en el crecimiento de la economía y el desarrollo de Singapur, así como los otros tigres asiáticos en general.

### El Salvador
El presidente Nayib Bukele ha mostrado su interés en replicar el modelo Singapur con la ayuda del bitcoin para lograr un mayor crecimiento económico. A menudo se refiere a su país como "El Singapur de centroamérica". Para ello ha establecido polémicas reformas al Sistema de Justicia, sistema de pensiones y de la Constitución de la República en general. Bukele pretende invertir en infraestructuras para el país como el "Tren del Pacifico" que marcaría la vuelta al país del sistema ferroviario, un nuevo aeropuerto ubicado en el oriente del país, BitcoinCity un centro económico basado en pagos con bitcoin, así como la mejora de la infraestructura vial a pesar de encontrarse en un buen raking regional en ese tema.

### Israel
El político israelí Naftali Bennett anunció que desea replicar el 'Plan Singapur' en Israel, presentando a Singapur como un modelo económico a seguir para la economía de Israel.

### "Singapur en el Támesis"
Durante las negociaciones del Brexit en el Reino Unido (UK) a la luz de la salida del país de la Unión Europea (UE), el excanciller de Hacienda Philip Hammond, inspirado por las políticas económicas de Singapur, acuñó la frase "Singapur en el Támesis", en alusión al río Támesis que atraviesa el sur de Inglaterra hasta Londres. Su objetivo es describir una Gran Bretaña próspera después del Brexit que se está convirtiendo en una meritocrática economía de mercado libre de impuestos bajos que podría competir con la zona euro sobrerregulada.  Esta opinión también fue apoyada por otros políticos británicos, incluido el primer ministro Boris Johnson y su gabinete, quienes también mencionaron su intención de convertir al país en el "Singapur de Europa".
Sin embargo, el éxito de emular el modelo económico de Singapur fue recibido con cierto escepticismo, quienes sintieron que el Reino Unido no podría implementarlo adecuadamente incluso si lo hubiera intentado, debido a diferencias culturales y geográficas. La canciller alemana, Angela Merkel, destacó que un Reino Unido "al estilo de Singapur" representaría una "amenaza económica" para la UE.